# Persone di nome Anne/Attrici
| Questa pagina contiene informazioni ricavate automaticamente dalle voci biografiche con l'ausilio del template Bio e di un bot. L'aggiornamento è periodico e automatico e ricostruisce completamente la pagina. Se manca una persona in questa lista, sei pregato di non aggiungerla, ma accertati piuttosto che la sua voce biografica contenga il template Bio e che i dati anagrafici siano correttamente compilati. Se il template Bio manca, inseriscilo tu stesso o, in alternativa, metti l'avviso {{tmp\|Bio}} che ne segnala la mancanza. Se i dati riportati sono sbagliati, correggi direttamente la voce biografica; le modifiche saranno visibili in questa lista entro pochi giorni. Per chiarimenti vedi il progetto antroponimi. La lista contiene solo le 60 persone che sono citate nell'enciclopedia e per le quali è stato implementato correttamente il template Bio. Pagina aggiornata al 23 feb 2025. |

Questa è una lista di persone presenti nell'enciclopedia che hanno il nome Anne e sono attrici.

## A(3)
- Anne Alvaro, attrice francese (Orano, n. 1951)
- Anne Canovas, attrice francese (Algeri, n. 1957)
- Anne Archer, attrice statunitense (Los Angeles, n. 1947)

## B(6)
- Anne Barton, attrice statunitense (Evansville, n. 1924 - Los Angeles, † 2000)
- Anne Baxter, attrice statunitense (Michigan City, n. 1923 - New York, † 1985)
- Anne Bennent, attrice svizzera (Losanna, n. 1963)
- Emily Bergl, attrice britannica (Milton Keynes, n. 1975)
- Anne Brochet, attrice, regista teatrale e scrittrice francese (Amiens, n. 1966)
- Anne Byrne Hoffman, attrice statunitense (Chappaqua, n. 1943)

## C(8)
- Anne Caillon, attrice francese (n. 1973)
- Anne Charrier, attrice francese (Ruffec, n. 1974)
- Anne Coesens, attrice belga (Bruxelles, n. 1966)
- Anne Consigny, attrice francese (Alençon, n. 1963)
- Anne Cornwall, attrice statunitense (New York, n. 1897 - Los Angeles, † 1980)
- Wendy Craig, attrice britannica (Sacriston, n. 1934)
- Anne Curtis, attrice, conduttrice televisiva e cantante filippina (Yarrawonga, n. 1985)
- Annie Parisse, attrice statunitense (Anchorage, n. 1975)

## D(4)
- Anne De Salvo, attrice, regista e scenografa statunitense (Filadelfia, n. 1949)
- Anne Dorval, attrice e doppiatrice canadese (Rouyn-Noranda, n. 1960)
- Anne Dudek, attrice statunitense (Boston, n. 1975)
- Anne Dyson, attrice inglese (Manchester, n. 1908 - Denville Halls, † 1996)

## F(2)
- Anne Fontaine, attrice e regista lussemburghese (Lussemburgo, n. 1959)
- Anne Francine, attrice statunitense (Atlantic City, n. 1917 - New London, † 1999)

## G(1)
- Annabeth Gish, attrice statunitense (Albuquerque, n. 1971)

## H(5)
- Anne Hathaway, attrice statunitense (New York, n. 1982)
- Anne Heche, attrice statunitense (Aurora, n. 1969 - Los Angeles, † 2022)
- Anne Helm, attrice e scrittrice canadese (Toronto, n. 1938)
- Anne Heywood, attrice britannica (Birmingham, n. 1931 - Houston, † 2023)
- Anne Horak Gallagher, attrice, cantante e ballerina statunitense (De Pere, n. 1984)

## J(1)
- Anne Jeffreys, attrice, soprano e modella statunitense (Goldsboro, n. 1923 - Los Angeles, † 2017)

## K(1)
- Anne Kasprik, attrice tedesca (Berlino Est, n. 1963)

## L(6)
- Anne Louise Lambert, attrice australiana (Brisbane, n. 1955)
- Anne Le Ny, attrice, regista e sceneggiatrice francese (Antony, n. 1962)
- Anne Libert, attrice belga (n. 1946)
- Anne Francis, attrice statunitense (Ossining, n. 1930 - Santa Barbara, † 2011)
- Anne Lockhart, attrice statunitense (New York, n. 1953)
- Anne Marie Loder, attrice canadese (Saint John's, n. 1969)

## M(3)
- Anne Marivin, attrice francese (Senlis, n. 1974)
- Anne Meara, attrice e comica statunitense (New York, n. 1929 - New York, † 2015)
- Annie Mumolo, attrice, comica e sceneggiatrice statunitense (Irvine, n. 1973)

## P(2)
- Anne Parillaud, attrice francese (Parigi, n. 1960)
- Anne Pitoniak, attrice statunitense (Westfield, n. 1922 - Manhattan, † 2007)

## Q(1)
- Anna Quayle, attrice e cantante inglese (Birmingham, n. 1932 - † 2019)

## R(7)
- Anne Ramsay, attrice statunitense (Los Angeles, n. 1960)
- Anne Ramsey, attrice statunitense (Omaha, n. 1929 - Los Angeles, † 1988)
- Anne Ratte-Polle, attrice tedesca (Cloppenburg, n. 1974)
- Anne Reid, attrice britannica (Newcastle upon Tyne, n. 1935)
- Anne Revere, attrice statunitense (New York, n. 1903 - Locust Valley, † 1990)
- Anne Rogers, attrice, cantante e ballerina inglese (Liverpool, n. 1933)
- Anne Roussel, attrice francese (Albi, n. 1960)

## S(4)
- Anne Schaefer, attrice statunitense (St. Louis, n. 1870 - Los Angeles, † 1957)
- Anne Schedeen, attrice statunitense (Portland, n. 1949)
- Anne Shirley, attrice statunitense (New York, n. 1918 - Los Angeles, † 1993)
- Anne Suzuki, attrice giapponese (Setagaya, n. 1987)

## T(3)
- Anne Haney, attrice statunitense (Memphis, n. 1934 - Los Angeles, † 2001)
- Vera Talchi, attrice francese (Nizza, n. 1934 - Tourrette-Levens, † 2024)
- Anne Twomey, attrice statunitense (Boston, n. 1951)

## V(1)
- Anne Vernon, attrice francese (Saint-Denis, n. 1924)

## W(2)
- Anne Wiazemsky, attrice, scrittrice e regista francese (Berlino, n. 1947 - Parigi, † 2017)
- Anne Winters, attrice statunitense (Dallas, n. 1994)